# Zsurzs Kati
Zsurzs Kati, születési neve: Zsurzs Katalin, (Budapest, 1955. január 21. –) Aase-díjas magyar színésznő, szinkronszínésznő, a Halhatatlanok Társulatának örökös tagja. Zsurzs Éva Kossuth-díjas filmrendező lánya.

## Élete
Már gyermekként is kapott kisebb szerepeket édesanyja egyes filmjeiben, bár a neve nem feltétlenül szerepelt a stáblistán, mint 11 évesen az 1966-os Vidám vasárnap című tévéjátékban vagy 15–16 évesen az 1970–71-ben forgatott és 1972-ben bemutatott A fekete városban mint Quendel Gáspár lánya, Brigitta.
Főiskolai tanulmányait a Színház- és Filmművészeti Főiskolán végezte 1973–1977 között Kazimir Károly osztályában.
1977–1993 között a Thália-, illetve az Arizona Színház tagja volt. Ezután évekig szabadúszó, 2000-től pedig 13 éven át a székesfehérvári Vörösmarty Színház tagja volt. Ezután szabadúszó lett, miközben a budapesti Karinthy Színház és Játékszínben rendszeresen játszik és rendez.
Rendszeresen szinkronizál filmekben is látható. Már az 1976-os Csongor és Tünde címszerepét játszhatta el, majd 23 évesen Kis Mari szerepében tűnt fel az Abigél című sorozatban.
Saját beszédiskolát működtettet, valamint a Gór Nagy Mária Színitanodában színészmesterséget is oktatott.

## Családja
Édesanyja Zsurzs Éva filmrendező, édesapja Zsurzs Ágoston (1922?–1988) alezredes, a régi Csepeli Munkásotthon könyvtárának vezetője. A Zsurzs családnév örmény eredetű. Szülei 1945. április 1-jén házasodtak össze. Egy nővére volt, Zsurzs Mária, aki 1946-ban született. Ő 33 éves korában (1979) cukorbetegségben elhunyt. Szülei később elváltak. Férje az 1953. november 26-án született Walla Ervin zeneszerző, zenész, színész. Két lányuk született, akik közül az idősebb, Walla Júlia (1982. október 16.) angoltanár lett, és tőle négy unokájuk jött a világra. Kisebbik lánya, az 1990. augusztus 19-én született Walla Fanni az énekesi pályát választotta. Tőle két unokája született, Janka és Áron (2021).

## Színházi szerepeiből
- Agnese (Vajda Katalin: Anconai szerelmesek)
- Catherine Campana (Casanova–Pelle–Kazimir: Casanova)
- Cookie (Neil Simon: Pletykák)
- Etel (Kosztolányi Dezső: Édes Anna)
- Frau Herman (Garaczi: Imoga)
- Helga (Zorin: Varsói melódia)
- Iszméné (Szophoklész: Antigoné)
- Justice (Joyce: Számkivetettek)
- Katherine (William Shakespeare: Lóvátett lovagok)
- Libera (Carlo Goldoni: Chioggiai csetepaté)
- Marchellina (Pierre-Augustin Caron de Beaumarchais: Figaro házassága)
- Marja hercegnő (Lev Nyikolajevics Tolsztoj–Piscator–Neumann: Háború és béke)
- Margit királyné (William Shakespeare: III. Richard)
- Marie Kleinholtz (Fallada–Dorst: Mi lesz veled, emberke?)
- Melinda (Katona József: Bánk bán)
- Mita (Luigi Pirandello: Liolá és a lányok)
- Mrs. Butler (April De Angels: Garrick, a színész – avagy ízlés dolga)
- Owini-Mondamin (Longfellow–Kazimir: Hiawata)
- Peggotty (Charles Dickens: Copperfield David)
- Porcelán (Szép asszonyok egy gazdag házban)
- Postáskisasszony (Vian: Mindenkit megnyúzunk)
- Primula (Zsurzs Kati: Bence királyfi)
- Tarsilla Tettamanzi (Chiara: Jöjjön el egy kávéra hozzánk)
- Tölcséri Lica (Németh: Harc a jólét ellen)
- Tyltyl (Maurice Maeterlinck: A kék madár)
- Umm (Mészöly Gábor: Hoppárézimi)
- Zsófi (Balázs Ágnes: Andersem, avagy a mesék meséje)
- Zsuzsi (Metta–Kaposy: Egy komisz kölyök naplója)

## Filmjei

### Játékfilmek
- Csinibaba (1997)
- Csak szex és más semmi (2005)
- Gondolj rám (2016)
- Sohavégetnemérős (2016)
- Pappa Pia (2017)
- Akik maradtak (2019)
- Boszorkányház (2019)
- Felkészülés meghatározatlan ideig tartó együttlétre (2020)
- El a kezekkel a Papámtól! (2021)
- Együtt kezdtük (2022)
- Szimpla manus (2022)
- Radics Béla - A megátkozott ember (2023)
- Véletlenül írtam egy könyvet (2025)
- Minden rendben (2025)
- Itt érzem magam otthon (2025)

### Tévéfilmek
| - Vidám vasárnap (1966) - A fekete város (1971) - Csongor és Tünde (1976) - Csaló az Üveghegyen (1976) - Napforduló (1977) - Abigél 1–4. (1978) - Mire a levelek lehullanak (1978) - A Zebegényiek (1978) - Katonák (1978) - Mire megvénülünk 1–6. (1978) - Ezer év (1980) - Gazdag szegények (1980) - A Sipsirica (1980) - A filozófus (1980) - Csupajóvár (1980) - Családi kör (1980–1981) - Glória (1982) - Égszínkék lovak, vörös füvön (1982) - Hivatalnok urak (1983) | - A zalameai bíró (1983) - A bíró (1984) - T.I.R. (1984) - Ellenségek (1984) - A kék madár (1984) - Varsói melódia (1985) - Égető Eszter (1989) - Szomszédok (1990–1991) - Família Kft. (1992) - TV a város szélén (1998) - Tűzvonalban (2007) - Casino (2011) - Hacktion: Újratöltve (2013) - A mi kis falunk (2017–) - Egynyári kaland (2017) - A színésznő (2018) - Csak színház és más semmi (2018) - Tóth János (2018) - Barátok közt (2019) - Segítség! Itthon vagyok! (2020) - Mellékhatás (2023) |

## Sorozatbeli szinkronszerepei
- A három nővér: Nezahat Kalender – Benian Dönmez
- A hegyi doktor – Újra rendel: Elisabeth Gruber- Monika Baumgartner
- Alex és bandája: Wilma – Gabriella Franchini
- A szerelem rabjai: Alicia Almanzi – Luisina Brando
- A vipera: Sara Fernández-Negrete – Rosa María Bianchi
- Boldog születésnapot: Anna – Witta Pohl
- Bűvölet: Carla Ferrini – Stefania Casini
- Christy: Alice Henderson – Tyne Daly
- Csengetett, Mylord?: Poppy Meldrum – Susie Brann
- Teresa: Oriana – Raquel Olmedo
- Csillag kontra Gonosz Erők: Mrs. Diaz – Nia Vardalos
- Downton Abbey: Beryl Patmore - Lesley Nicol
- Elisa di Rivombrosa: Countess Agnese Ristori – Regina Bianchi
- Esmeralda: Piedad – Irán Eory
- Eva Luna: Renata – Anna Silvetti
- Három nő, egy nyári este: Christine Pujol – Bernadette Le Saché
- Helena: Gabriella – Stefania Spugnini
- Hetedik mennyország: Annie Jackson-Camden – Catherine Hicks
- Ki vagy, doki? (Az ellopott Föld/Az utazás vége; Az idő végzete 2. rész): Sarah Jane Smith – Elisabeth Sladen
- Klinika: Carola – Olivia Pascal
- Linus és barátai: Grete Bergum – Turid Gunnes
- Madison: Ms. Molly Bergman – Diana Stevan
- McLeod lányai: Elizabeth "Liz" Ryan – Catherine Wilkin
- Megperzselt szívek: Geneviève- Danièle Evenou
- Roseanne: Roseanne Conner – Roseanne Barr
- Rubí, az elbűvölő szörnyeteg: Refugio Ochoa viuda de Pérez – Ana Martín
- Született feleségek: Felicia Tilman – Harriet Sansom Harris
- Tiltott szerelem: Yolanda de Valladares – María Cristina Lozada
- Vad angyal: Amparo Rodríguez alias Socorro 'Socorrito' de García – Silvia Baylé
- A Dibley-i lelkész: lelkész - Dawn Franche

## Hangjátékok
- Szabó Magda: Születésnap (1980)
- Markéta Zinnerová: Házicérna (1981)
- William Makepeace Thackeray: A rózsa és a gyűrű (1981)
- Csemer Géza: Forintos doktor (1982)
- Matteo Bandello: A pajzán griffmadár (1982)
- Rudi Strahl: Ádám és Éva ügyében (1984)
- Baranyai László: Szerbusz (1986)
- Jókai Mór: Egy hírhedett kalandor a XVII. századból (1987)
- Csetényi Anikó: Az eltérített télapó (1988)
- Simai Mihály: Gépirónia (1988)
- Vámos Miklós: Publikum (1988)
- Somlyó György: Cantata Tremenda (1990)
- Thomas Hardy: Egy tiszta nő (1990)
- Zalán Tibor: A kis rohadék (1993)
- Szepességi történet (1994) – Veronika[23]
- Balázs József: Isten küldöttei (1996)
- Jaroslav Hasek: Svejk, egy derék katona kalandjai a világháborúban (1997)
- Karin Michaelis: Bibi (1997)
- Péhl Gabriella: Patthelyzet – requiem egy öregasszonyért (2010)
- Rakovszky Zsuzsa: Látogatások (2010)
- Kaffka Margit: Színek és évek (2021)

## CD-k és hangoskönyvek
- Háromszor hét magyar népmese (Illyés Gyula válogatás) (közreműködő, 2007)[24]
- Frakk, a macskák réme (előadó, 2010)[25]

## Díjai, elismerései
- Vörösmarty gyűrű-díj (2005)[26]
- Aranyalma díj (Fejér Megyei Hírlap) – 2007 év legjobb színésze (2008)[27]
- Aase-díj (2008)[28]
- Kránitz Lajos-díj (2017)[29]
- Tolnay Klári-díj (2018)[30]
- Magyar Esélyegyenlőségi Díj (2023)
- Örökös tag a Halhatatlanok Társulatában (2023)
- Francsics-díj (2023)
- Gobbi Hilda-díj (2024)[31]